# Васильковский, Анатолий Михайлович
 Анато́лий Миха́йлович Василько́вский  (8 февраля 1925, станция Завитая Амурской области — 2 сентября 2001, Чита) — советский композитор, заслуженный артист ЯАССР (1964), Заслуженный работник культуры РСФСР (1984).

## Биография
Будущий композитор появился на свет 8 февраля 1925 года на станции Завитая в Амурской области. Его детство протекало в железнодорожном поселке Могзон Забайкальского края. Пятилетним ребёнком он самостоятельно освоил игру на гармошке. Будучи школьником, принимал участие в самодеятельных музыкальных мероприятиях. В 1943 году ушёл на фронт. Участвовал в  войне с Японией. В 1948 году его приняли на работу в ансамбль ЗабВО. Работал там музыкантом, играл на баяне, был «первым баяном» ансамбля, занимался аранжировками и оркестровками произведений. Как сообщает «Энциклопедия Забайкалья», А. Васильковский стал руководителем музыкального коллектива. Был членом секции забайкальских композиторов, организованной при читинском Доме народного творчества. Свою первую песню «Забайкальские берёзки» (слова С. Бебякина), которая стала позывными читинского радио, он написал в 1957 году. Музыкальное образование получил в Читинском музыкальном училище (по классу баяна), окончив его с отличием в 1961 году. А Восточно-Сибирский институт культуры (дирижёрско-оркестровый факультет) он окончил в 1970 году. Композитор написал 200 песен. Отмечается, что:
Большинство из них о родном Забайкалье и его тружениках: «Фронтовая сестра», «Сорок первый, сорок пятый», «Марш пограничников Забайкалья», «В соболином краю», «Олекминский вальс» и др. Его песням присущи задушевность, лиричность, яркие проникновенные интонации.
 В 1969—1971 годах руководил Забайкальским краевым училищем искусств. В 1971 году А. Васильковский создаёт ансамбль ЗабРУ ФПС и становится его первым художественным руководителем. А в 1979 году им создан Ансамбль песни и пляски Забайкальской милиции. В 1993 году становится лауреатом премии МВД России «за создание цикла песен о милиции». А песня «Ваша честь», музыку к которой написал А. Васильковский, стала своеобразным гимном российских судей. Впервые песня была исполнена 5 октября 1999 года. Отмечается, что «в Музее истории судебной системы Забайкалья хранится диск, записанный ансамблем песни и танца Дома офицеров Забайкальского края с песней „Ваша честь“ в исполнении Народного артиста СССР Иосифа Давыдовича Кобзона, депутата Государственной Думы Российской Федерации от Забайкальского края».
А. М. Васильковский скончался 2 сентября 2001 года в Чите.

## Память
В 2016 году был организован открытый Вокальный конкурс имени Анатолия Васильковского.
В 2021 году к 96‑летию А. Васильковского телерадиокомпания «Вести. Чита» подготовила музыкальную передачу, посвящённую памяти композитора.